# Salavas
Salavas ist eine französische Gemeinde mit 731 Einwohnern (Stand 1. Januar 2022) im Département Ardèche in der Region Auvergne-Rhône-Alpes.

## Geographie

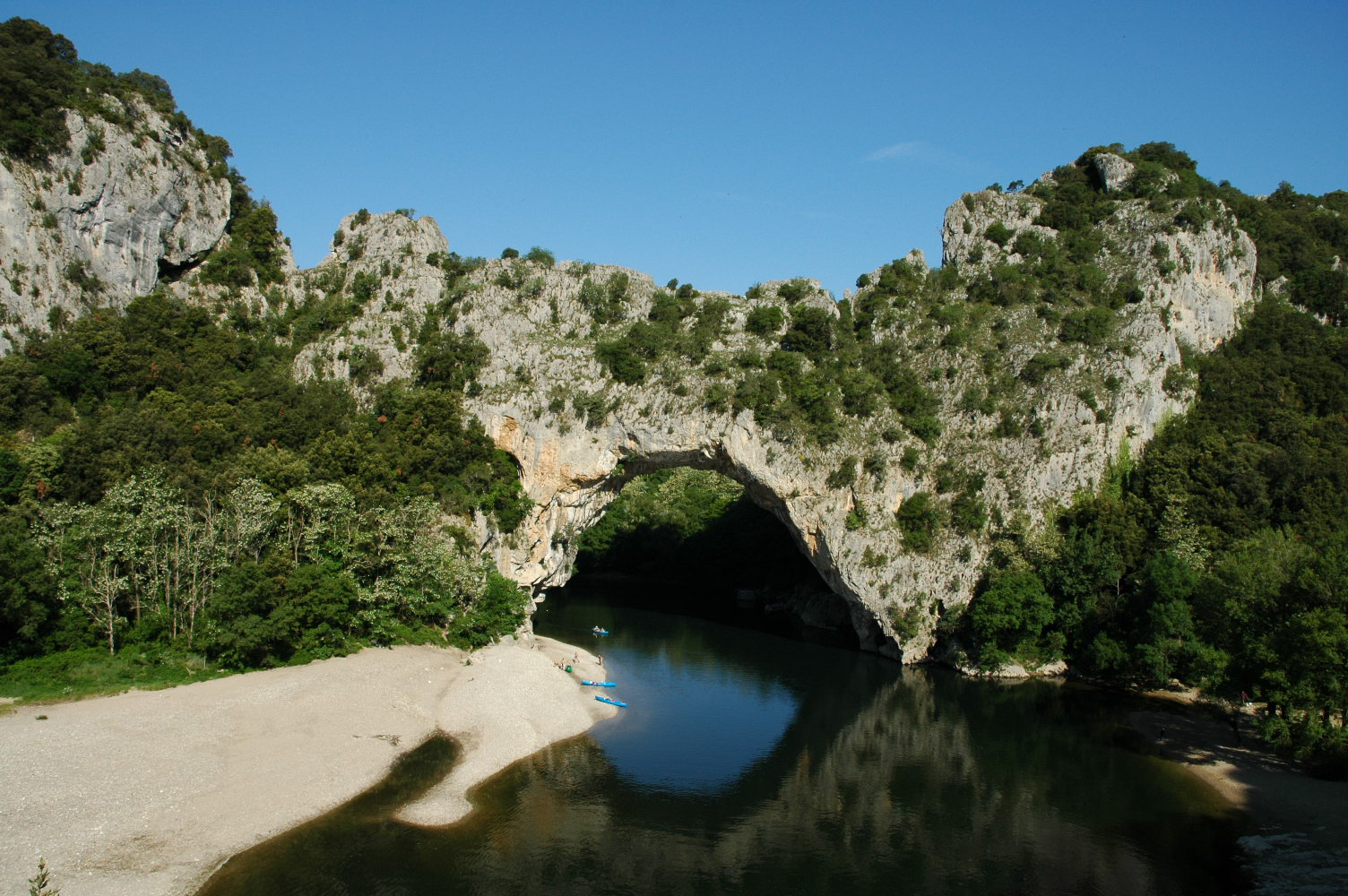
Der Pont d’Arc am Anfang der Ardécheschlucht

Salavas liegt am rechten Ufer der Ardèche gegenüber von Vallon-Pont-d’Arc mit dem berühmten Naturbogen Pont-d’Arc. Auf dem Gebiet der Gemeinde beginnen die Gorges de l’Ardèche.

## Geschichte
Auf die Besiedelung der Gegend in prähistorischer Zeit weisen Dolmen und Bronzegegenstände hin, die in der Umgebung gefunden wurden. In Gallorömischer Zeit und im Mittelalter bestand auf dem Gebiet eine Siedlung namens La Gleyzasse, deren Überreste aus dem 11. Jahrhundert als Inscrit Monument Historique geschützt sind.
Das Land wurde schließlich an die Familie Apchier verkauft, aus der der in der Region berühmte Merle, Baron von La Gorce und Salavas hervorging. 
Bereits vor dem Bau der ersten Ardèchebrücke verband ein Fährverkehr die beiden Flussufer miteinander.

### Bevölkerungsentwicklung
| Jahr                       | 1962 | 1968 | 1975 | 1982 | 1990 | 1999 | 2007 | 2018 |
| Einwohner                  | 288  | 240  | 299  | 355  | 402  | 504  | 534  | 690  |
| Quellen: Cassini und INSEE |      |      |      |      |      |      |      |      |

## Bauwerke und Sehenswürdigkeiten
Der Ort ist von alten Häusern, die eine architektonische Einheit bilden, und von alten Straßen um die Ruinen des mittelalterlichen Châteaus geprägt. Außer der Pfarrkirche verfügt Salavas mit der romanische Schlosskapelle und dem Hugenottentempel über zwei weitere Sakralbauten.
Zu den modernen Bauwerken der Gemeinde zählt ein Stauwehr an der Ardèche. Im Jahr 1988 entstand hier unter der Brücke nach Vallon-Pont-d’Arc ein künstlicher Kanu- und Kajakparcours, der das Gefälle von der Staustufe zum tiefer gelegenen Flussbett nutzt.

## Wirtschaft
In früheren Zeiten wurde ausgehend von den Höhlen und Grotten der Umgebung Bergbau betrieben. Heute dominieren Landwirtschaft und Tourismus. Neben Wein- und Obstanbau, wird Almwirtschaft mit Ziegen- und Schafzucht betrieben.